# 日祐
日祐（にちゆう、永仁6年（1298年）- 応安7年/文中3年5月19日（1374年6月29日））は、鎌倉・南北朝時代の日蓮宗の僧。千葉胤貞の猶子。下総国の出身。号は浄行院。

## 経歴
日祐は千葉氏一族の子と伝えられ、千葉胤貞の猶子となる。胤貞の庇護下にあった日高に師事し、正和3年（1314年）に中山本妙寺兼若宮法花寺（現在の法華経寺）3世貫首となった。千葉胤貞流の千田氏・九州千葉氏の外護を受けて、房総を中心として勧進・結縁活動にあたり、日本寺をはじめ、千田荘・八幡荘・臼井荘の各地に寺院を建立した。
また日祐は、毎年のように甲斐国・身延山久遠寺の日蓮墓所に参詣し、久遠寺3世・日進と親交を深めて両寺院の発展に貢献した。更に、天皇及び将軍（室町幕府）への奏聞のためにたびたび上洛を行い、千葉胤貞が肥前国小城郡に所領を持つと、現地に赴いて光勝寺の開山となった。
日祐は、日常（法華経寺初代）・日高（法華経寺2世）が遺した日蓮真蹟である遺文の保存・整理に努め、更なる蒐集にも尽力した。また、法華経の転読・写経の繰り返しや日蓮の教義に対する研究を深めて、『問答肝要抄』『宗体決疑抄』などを著した。
墓所は法華経寺。